# Rambiara
Der Rambiara (auch Rambi Ara) ist ein linker Nebenfluss des Veshav im indischen Unionsterritorium Jammu und Kashmir.
Das Quellgebiet des Rambiara liegt auf einer Höhe von etwa 3900 m im Pir Panjal. Er strömt anfangs in nördlicher Richtung durch das Gebirge. Nach 20 km wendet sich der Fluss nach Osten. Die Mughal Road führt nun entlang dem Flusslauf. Der Rambiara erreicht den südlichen Teil des Kaschmirtals und fließt nördlich an der Distrikthauptstadt Shopian vorbei. 13 km nordnordwestlich von Anantnag trifft der Rambiara auf den Veshav, der nach weiteren 5 km in den Jhelam mündet. Der Rambiara hat eine Länge von etwa 65 km. Am Oberlauf des Rambiara liegt das Naturschutzgebiet Hirpora Wildlife Sanctuary. Am Rambiara treten immer wieder Sturzfluten auf. Im Mittellauf ist der Fluss an beiden Uferseiten von Schotterflächen flankiert, die bei starker Wasserführung überströmt werden.